# ماهامالار
ماهامالار (به لاتین: Mahamalar، به آواری: МахIамалросу) یک منطقه مسکونی در جمهوری آذربایجان است که در شهرستان بالاکن واقع شده است.

## مردم
ماهامالار ۴۷۵۲ نفر جمعیت دارد و بیشتر مردم آن به زبان آواری سخن می‌گویند. 

## کد پستی
کد پستی ماهامالار AZ0823 است.